# بول بلوخ
بول بلوخ (بالفرنسية: Paul Bloch)‏ (و. 1896 – 1962 م) كان لاعب كرة قدم، من فرنسا، توفي عن عمر يناهز 66 عاماً.